# Broken Bells (album)
Broken Bells – debiutancka płyta zespołu Broken Bells. Album zawiera dziesięć utworów, wśród nich „The High Road” – singiel promujący wydawnictwo. Danger Mouse i James Mercer zagrali na wszystkich instrumentach (oprócz sekcji smyczkowej). Materiał powstawał 2 lata.

## Lista utworów
| 1.  | „The High Road”        | 3:52  |
|     |                        |       |
| 2.  | „Vaporize”             | 3:28  |
|     |                        |       |
| 3.  | „Your Head is on Fire” | 3:01  |
|     |                        |       |
| 4.  | „The Ghost Inside”     | 3:15  |
|     |                        |       |
| 5.  | „Sailing to Nowhere”   | 3:45  |
|     |                        |       |
| 6.  | „Trap Doors”           | 3:18  |
|     |                        |       |
| 7.  | „Citizen”              | 4:28  |
|     |                        |       |
| 8.  | „October”              | 3:37  |
|     |                        |       |
| 9.  | „Mongrel Heart”        | 4:22  |
|     |                        |       |
| 10. | „The Mall & Missery”   | 4:06  |
|     |                        |       |
|     |                        | 37:12 |
|     |                        |       |